# اسکول ایرلاینز
اسکول ایرلاینز (به انگلیسی: Skol Airlines) یک شرکت هواپیمایی با کد یاتا CD است که در تاریخ ۲۰۰۰ میلادی تأسیس شده است. دفتر مرکزی اسکول ایرلاینز در سورگوت، روسیه واقع شده‌است و قطب این شرکت هواپیمایی در فرودگاه بین‌المللی سورگوت قرار دارد.